# کوه اتنا
اتنا (به ایتالیایی: Etna) کوه آتشفشانی است در شمال شرقی جزیره سیسیل که از مرتفعترین کوه‌های اروپا و ۳۳۵۰ متر ارتفاع آن از سطح دریا است. کوه اتنا که در جزیره سیسیل ایتالیا واقع شده نه تنها فعال‌ترین آتشفشان اروپا بلکه یکی از فعال‌ترین آتشفشان‌های جهان محسوب می‌شود که سابقه فوران گدازه‌های مذاب از آن به ۳۵۰۰ سال پیش برمی‌گردد.
اتنا تا کنون بیش از صد بار طغیان نموده، نخستین آتشفشانی اتنا در زمان فیثاغورس بوده‌است. این کوه در سال ۱۱۸۳ میلادی بار دیگر آتشفشانی کرد و موجب مرگ ۵۱۰۰۰ نفر شد و از یازدهم مارس تا یازده ژوئیهٔ سال (۱۶۶۹ میلادی)، نیز بر اثر فوران آن ۲۰۰۰ تن و در (۱۶۹۳ میلادی)، ۱۸۰۰۰ تن کشته شدند. طغیان‌های اتنا هر سه تا پنج سال تکرار می‌شود. بر اثر آتشفشانی‌های مزبور اغلب کرانه‌های کاتان دچار ویرانی شده‌است. بر حسب روایات اساطیری، غول‌های انسلاد و تایفون درون آن زندگی می‌کنند که تنفس آن‌ها باعث طغیان اتنا می‌شود. قطر قاعدهٔ این آتشفشان ۴۵ کیلومتر و قلهٔ آن حدود ده‌ماه در سال، پوشیده از برف است. قطر دهانه اصلی آن ۵۰۰ متر می‌باشد. از عوارض جنبی آتشفشان‌ها، زمین‌لرزه‌های شدید می‌باشد که وقوع آن در سال (۱۹۰۸ میلادی) در آبراه مسینا* تعداد ۸۳۰۰۰ تن کشته به‌همراه داشت. جدیدترین فوران آن در سال ۲۰۲۳ به‌وقوع پیوست.

## رویداد امپدوکلس و اتنا
امپدوکلس فیلسوف پیشاسقراطی بنا بر روایتی خود را به دهانه آتشفشان اتنا افکند تا مردم تصور کنند که به آسمان رفته‌است و او را همچون یک خدا بشمارند. وی لنگه کفش خود را کنار دهانه جا گذاشت، و چون عادت داشت که کفشهایی با تخت برنجین بپوشد، به آسانی شناخته شد.

## یادداشت
۱- ^  به بحث اتنا مراجعه شود.
۲- ^  غول‌های افسانه‌ای Encelade و Typhon تایفوئیوس (Typhoeus)
۳- ^ تنگه‌ای است میان جزیره سیسیل و کشور ایتالیا به طول ۲۴ و پهنای ۳ تا ۱۸ کیلومتر.